# دوورا (کومونه)
دوورا (به ایتالیایی: Dovera) یک کومونه در ایتالیا است که در استان کریمونا واقع شده‌است.

## خصوصیات
دوورا ۲۰٫۵ کیلومترمربع مساحت و ۳٬۶۲۹ نفر جمعیت دارد.